# Beaucarnea recurvata
Beaucarnea recurvata (K.Koch & Fintelm.) Lem., 1861 è una pianta caudiciforme della famiglia Asparagaceae. È una pianta ornamentale adatta anche alla coltivazione in appartamento. È volgarmente detta pianta mangiafumo (ma anche piede d'elefante).

## Distribuzione e habitat
È una pianta originaria delle zone semidesertiche del Messico.

## Coltivazione
Predilige un'esposizione molto luminosa in quanto in natura cresce in pieno sole.
Come la maggior parte delle piante succulente può tollerare per alcuni periodi la carenza di acqua e d'altro canto, soprattutto nei periodi invernali, soffre i ristagni d'acqua. È una pianta a crescita lenta che nella parte bassa del caule assume con il tempo una tipica forma globosa e "panciuta".
In natura può raggiungere anche i 10 metri d'altezza con un aspetto arboreo.